# Ignacio Agramonte
Pour les articles homonymes, voir Agramonte.
Ignacio Agramonte y Loynaz, surnommé « el Mayor », né le 23 décembre 1841 et mort le 11 mai 1873, est un révolutionnaire cubain, qui joua un rôle important durant la guerre des Dix Ans.

## Biographie
Il naît à Puerto del Príncipe (aujourd'hui Camagüey) le 23 décembre 1841, dans une famille aisée avec des racines en Navarre. Son père, également nommé Ignacio Agramonte, est nommé conseiller du conseil municipal de Puerto del Príncipe par la Couronne espagnole. Ignacio étudie le droit aux universités de Barcelone, Madrid et La Havane. Le 11 juin 1865, il obtient son diplôme d'avocat.

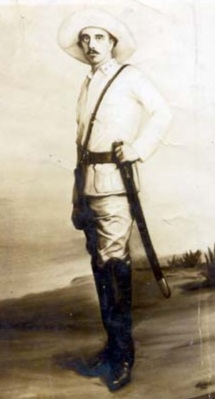
Ignacio Agramonte en 1871.

Il retourne à Puerto del Príncipe et épouse Amalia Simoni y Argilagos en août 1868. Elle provient d'une famille considérablement plus riche que la sienne.
Lorsque la guerre d'indépendance contre l'Espagne éclate le 10 octobre 1868, il joue un rôle crucial dans le soulèvement de Camagüey qui eut lieu le 4 novembre 1868. Agramonte lui-même rejoint la guerre une semaine plus tard, le 11 novembre 1868.
Son épouse le suit dans la lutte, mais elle est capturée le 26 mai 1870 alors qu'elle est enceinte de leur deuxième enfant. Ce dernier naît aux États-Unis et ne rencontre jamais son père.
Malgré sa position sociale privilégiée et ses nombreux liens avec l'Espagne, Agramonte devient l'un des dirigeants les plus radicalisés du centre de Cuba 
En février 1869, lui et Antonio Zambrana furent élus secrétaires du gouvernement autoproclamé du centre. Il est ensuite élu membre et l'un des deux secrétaires du Congrès cubain en armes. Il figure parmi les cinq signataires de l'acte abrogeant l'esclavage dans la région de Camagüey le 26 février 1869. Les esclaves affranchis physiquement aptes sont contraints de rejoindre l'armée rebelle, tandis que ceux qui ne le sont pas doivent continuer à travailler pour leurs anciens propriétaires, qui sont en contrepartie indemnisés pour la perte de leurs biens. Agramonte joue un rôle moteur dans la rédaction de la Constitution de Guáimaro (adoptée le 10 avril 1869), la première constitution promulguée par les gouvernements rebelles cubains.
Il démissionne de ses fonctions de secrétaire et de ministre au sein du Congrès après la nomination à la présidence de Carlos Manuel de Céspedes cette même année, en raison de grands désaccords politiques avec lui. Tandis que Céspedes prônait des pouvoirs présidentiels étendus, Agramonte défendait un système parlementaire.
Il devient par la suite Général de Brigade des forces cubaines pour le district militaire de la province de Camagüey, où il organise les meilleures troupes de cavalerie de l'armée rebelle cubaine. Faisant preuve d'une grande vision stratégique malgré son absence de formation militaire formelle, ses troupes représentent un défi majeur pour l'Armée espagnole. En raison de ses aptitudes au combat et de sa cruauté, il commence à être surnommé « le Jeune Bolívar ».
Selon la presse, le 26 octobre 1871, il exécute six membres de ses propres troupes qu'il soupçonne de vouloir se rendre aux autorités espagnoles. Parmi eux se trouvait une femme, épouse de l'un des soldats d'Agramonte, qu'il accuse d'avoir tenté de convaincre son mari d'abandonner la lutte.
Agramonte couronne sa liste impressionnante de réalisations militaires lorsqu'il dirige une opération de sauvetage audacieuse le 8 octobre 1871. Son commandant, Julio Sanguily, est fait prisonnier par plus de 120 cavaliers légers alors qu'il visitait une ferme. Agramonte ordonne à 35 de ses troupes épuisées de monter à cheval et de traquer les Espagnols. Il mène personnellement une charge, sauvant avec succès Sanguily et mettant en déroute les troupes ennemies, tuant onze personnes et faisant cinq prisonniers. Le 7 mai 1873, il mène une charge à la machette à Cocal del Olimpo contre une colonne d'environ 100 soldats espagnols (dirigée par le lieutenant-colonel Leonardo Abril, né à Cuba), dont 47 sont tués au combat.
Ignacio Agramonte est tué lors de la bataille de Jimaguayú le 11 mai 1873 où il est frappé à la tête par une balle perdue. Les soldats espagnols volent son portefeuille et ses papiers. Lorsque leurs officiers réalisent qui ils ont tué, ils retournent chercher le corps et le ramènent à Puerto del Príncipe. Son corps est incinéré par les autorités espagnoles à Camagüey par crainte que ses troupes n'attaquent la ville pour récupérer les restes de son corps.
Le général de brigade Henry Reeve, un volontaire américain et commandant de son corps de cavalerie, le surnomme "El Mayor", indiquant qu'Agramonte était le meilleur de tous les généraux cubains. Máximo Gómez lui succède en tant que commandant militaire du district militaire de la province de Camagüey.
Agramonte utilisait un revolver Colt, modèle Navy 1851, incrusté d'ivoire et d'or. Il utilisait plusieurs machettes et sabres, et portait un sabre pris à un colonel espagnol au moment de sa mort.
La plupart de ses descendants vécurent à Camagüey jusqu'au début des années 1960, lorsque la plupart d'entre eux se sont exilés à la suite du triomphe de la révolution cubaine.

## Héritage

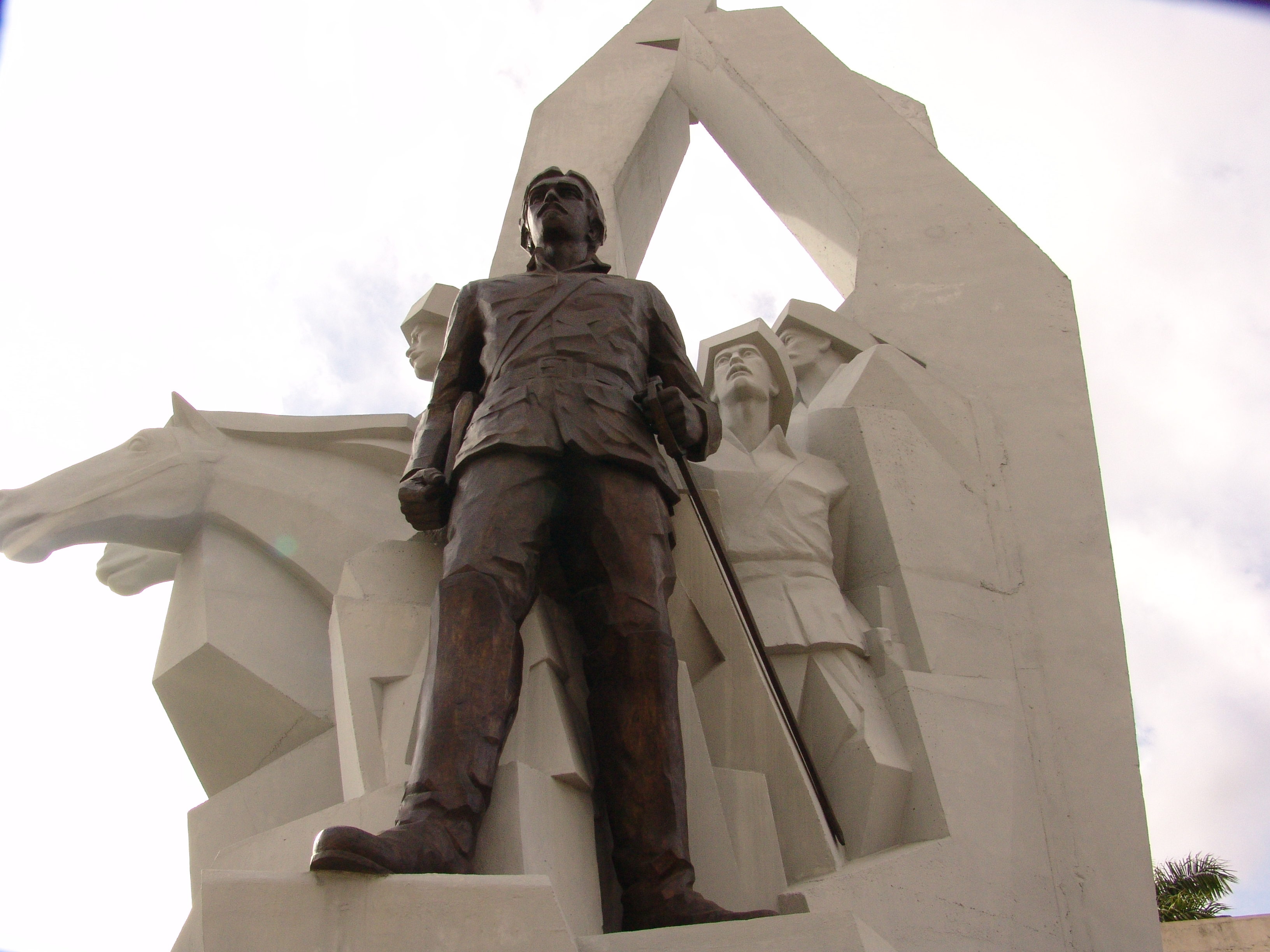
Statue de Ignacio Agramonte sur la place de la Révolution à Camagüey.

- L'aéroport international et le parc central de Camagüey portent son nom, et sa statue se trouve sur la place civique.
- La statue équestre d'Agramonte dans le parc qui porte son nom est inaugurée par sa veuve, Amalia Simoni, en 1912 ; elle est réalisée par un sculpteur italien.
- Le village cubain de Cuevitas, situé dans la province de Matanzas et faisant partie de la municipalité de Jagüey Grande, est renommé Agramonte en son honneur.
- Sa mort au combat est le sujet de la chanson "El Mayor" de Silvio Rodríguez, un chanteur de nueva trova cubaine, sortie en 1975

## Crédit d'auteurs
- (en) Cet article est partiellement ou en totalité issu de l’article de Wikipédia en anglais intitulé « Ignacio Agramonte » (voir la liste des auteurs).